# سونگ‌جین
پارک سونگ جین (کره‌ای: 박성진؛ زادهٔ ۱۶ ژانویه ۱۹۹۳) که با نام سونگ‌جین شناخته می‌شود، موسیقی‌دان، خواننده، ترانه‌پرداز و گیتاریست اهل کره جنوبی است. او عضو گروه پسرانه کره‌ای پاپ راک دی‌سیکس است.

## اوایل زندگی
پارک سونگ جین زادهٔ ۱۶ ژانویه ۱۹۹۳ در بوسان، کره جنوبی است. او یک خواهر بزرگتر دارد. او در دبیرستان کیونگ‌نام تحصیل کرده که به خاطر تیم بیس‌بالش شناخته می‌شود.